# Беспаленко, Татьяна Ивановна
Татьяна Ивановна Беспаленко (1921—2017) — советский работник сельского хозяйства, Герой Социалистического Труда.

## Биография
Родилась 1 марта 1921 года в период Гражданской войны в России на территории Кубанской народной республики, ныне Курганинский район Краснодарского края.
После образования на Кубани колхозов, с 1938 года, работала в полеводческой бригаде № 6 местного колхоза имени Ленина. После окончания Великой Отечественной войны Татьяна Беспаленко возглавила звено, которое по итогам работы в 1947 году получило урожай пшеницы 32,23 центнера с гектара на площади 10 гектаров.
Указом Президиума Верховного Совета СССР от 6 мая 1948 года за получение высоких урожаев пшеницы и кукурузы в 1947 году звеньевой Беспаленко Татьяне Ивановне присвоено звание Героя Социалистического Труда с вручением ордена Ленина и золотой медали «Серп и Молот».
Общий трудовой стаж Т. И. Беспаленко в колхозе им. Ленина (ныне АСХО «Михайловское») станицы Михайловской составил 43 года, из которых 20 лет она проработала звеньевой.
После выхода на заслуженный отдых проживала в станице Михайловской Курганинского района. Умерла 12 июня 2017 года.

### Семья
Сыновья:
- Григорий — живёт в Махачкале;
- Николай — сменный мастер на Курганинском сахарном заводе;
- Александр — агроном, фермер[2].

## Награды
- Герой Социалистического Труда (орден Ленина и золотая медаль «Серп и Молот»; 6.5.1948)
- медали[1]
- звание «Заслуженный работник сельского хозяйства Кубани» (1996)[3].

## Память
Мемориальный знак Татьяне Ивановне Беспаленко установлен на открытой в 2017 году Аллее славы в станице Михайловской.